# Барселона
Барселона (кат. Barcelona) главни је град аутономне заједнице Каталоније и истоимене покрајине Барселона на североистоку Шпаније. Налази се на обалама Медитерана на неких 120 km од Пиринеја и границе са Француском, у долини која је окружена морем на истоку, планинским венцом Сијера де Кољсерола на западу, на југу реком Љобрегат, а на северу реком Бесос.
Према извештају шпанског Завода за статистику из 2018. године, сам град Барселона броји 1.620.343 становника. Барселона са околином броји 5.474.482 становника и има површину од 633 km².
Барселона је један од главних европских економских центара, са једном од главних медитеранских лука а аеродром у Барселони је други по величини у Шпанији. Град је такође и битна туристичка дестинација и има веома богато културно и историјско наслеђе, од којих се посебно истичу архитектонска дела Антонија Гаудија и Љуиса Доменека и Мунтанера од којих је Унеско многе прогласио Светском баштином.
Барселона је била домаћин важним светским догађајима који су допринели томе да постане веома познат и посећен град. Најбитнији су Светска изложба 1888. и 1929. године, Летње олимпијске игре 1992. године, и Форум Култура 2004.

## Историја
Први трагови човека на територији на којој се данас налази Барселона датирају од пре 4000 година, крајем неолита (2000—1500. п. н. е.). Постоје записи из 7. у 6. века п. н. е. у којима се помиње насеље Баркено иберског народа Лајетанаца. Изгледа да је у то доба такође постојала и једна грчка колонија по имену Калиполис, иако историчари још увек не могу да се сложе о тачном положају ове колоније. Током Другог пунског рата насељавали су је једно време Картагињани, да би га касније преузели Римљани.
Римљани су претворили град у војну тврђаву — каструм — чији је центар био мало узвишење под називом Табер (данас део Барселоне који се зове Сијутат Веља (кат. Ciutat Vella) што значи Стари град).
Римљани су граду променили име у Колонија Јулија Августа Фавентија Патерна Барсино, који се налазио управо на месту где се сад налази Трг светог Ђаумеа. Остаци римских зидина још увек се могу видети у старом граду. Неке римске зидине су послужиле као темељи за Катедралу, за коју се каже да је започета још давне 343. године.
Године 415, град су освојили Визиготи под вођством Атаулфа, претворивши га у престоницу хиспанске Визиготске краљевине, мада су је убрзо преместили у Толедо.
Маври су освојили град између 717. и 718. године, током маварске инвазије Иберијског полуострва али се нису дуго задржали, пошто је 801. град освојио Луј I Побожни током власти Карла Великог. Барселона је тада била претворена у велико утврђење у оквиру Хиспанске марке у оквуру Готије (која је подразумевала територије Лангдока — Септиманије — то јест, стара визиготска Галија и север Каталоније до ушћа реке Љобрегат), и постављени су грофови да владају њоме. Први гроф Барселоне и оснивач Барселонске династије био је Вилфред I Длакави (кат. Guifré I el Pelós), који је на Сабору у Троју 878. године био проглашен грофом од Барселоне, Ђироне и Бесалуа. Грофовија је била франачки вазал.
Године 985. Маври су напали и уништили Барселону. Како Франачка држава није пружила помоћ свом вазалу, године 988. гроф Борељ II се прогласио иберским војводом и маркизом по божјој милости, што је значило раскидање вазалског односа са Францима и успостављање независности. Барселона се брзо опоравила од муслиманског уништења и 1010. је узвратила ударац нападом на Кордобу, највећи муслимански град на тлу Иберијског полуострва, и опљачкала га одневши позамашан плен.
У следећим вековима, разне каталонске грофовије су се уједињавале под врховном влашћу грофова од Барселоне, путем брачних и родбинских веза. Та уједињења су укључивала велики део данашње јужне Француске. Истовремено су се територије Барселоне прошириле на рачун муслиманске територије. Од тог момента, готово је немогуће раздвојити историју Барселоне од историје Каталоније.
Године 1137, гроф Барселоне, Рамон Беренгер IV се оженио кћерком краља Арагона, чиме се Краљевина Арагон и Грофовија Барселона уједињују под заједничку круну Арагона, чији ће владари од тада имати титулу краља Арагона и грофа од Барселоне. У даљој историји, у састав Круне Арагона су се даље прикључиле разне краљевине до њеног коначног уједињења са Круном Кастиље које је постигнуто склапањем брака између Фердинанда од Арагона и Изабеле од Кастиље 1479. године.

## Географија
Град Барселона, без периферије, простире се на површини од 100,39 km² и броји 1.605.602 становника (попис становништва из 2006. године). Налази се око 160 km јужно од планинског појаса Пиринеја и границе са Француском. Удаљеност од Мадрида, главног града Шпаније, је око 500 km. Град је омеђен двема рекама које се уливају у Медитеранско море. На северу је то река Бесос (кат. Besòs), а на југу Љобрегат (кат. LLobregat).

### Клима
Клима је медитеранска са дугим и жарким, сунчаним и веома влажним летима и благим зимама. Без снежних падавина и ca температуром која зими скоро никада не пада испод нуле, а која се лети, нарочито крајем јула и августа, креће између 30 и 40 °C. У центру града се утицајем људског фактора формирала микроклима, тако да су центру града лети велике врућине, а зими је топлије него у осталим деловима.
| Клима Барселоне (1987–2010)           | Клима Барселоне (1987–2010) | Клима Барселоне (1987–2010) | Клима Барселоне (1987–2010) | Клима Барселоне (1987–2010) | Клима Барселоне (1987–2010) | Клима Барселоне (1987–2010) | Клима Барселоне (1987–2010) | Клима Барселоне (1987–2010) | Клима Барселоне (1987–2010) | Клима Барселоне (1987–2010) | Клима Барселоне (1987–2010) | Клима Барселоне (1987–2010) | Клима Барселоне (1987–2010) |
| Показатељ \ Месец                     | .Јан.                       | .Феб.                       | .Мар.                       | .Апр.                       | .Мај.                       | .Јун.                       | .Јул.                       | .Авг.                       | .Сеп.                       | .Окт.                       | .Нов.                       | .Дец.                       | .Год.                       |
| ------------------------------------- | --------------------------- | --------------------------- | --------------------------- | --------------------------- | --------------------------- | --------------------------- | --------------------------- | --------------------------- | --------------------------- | --------------------------- | --------------------------- | --------------------------- | --------------------------- |
| Максимум, °C (°F)                     | 14,8 (58,6)                 | 15,6 (60,1)                 | 17,4 (63,3)                 | 19,1 (66,4)                 | 22,5 (72,5)                 | 26,1 (79)                   | 28,6 (83,5)                 | 29,0 (84,2)                 | 26,0 (78,8)                 | 22,5 (72,5)                 | 17,9 (64,2)                 | 15,1 (59,2)                 | 21,2 (70,2)                 |
| Просек, °C (°F)                       | 11,8 (53,2)                 | 12,4 (54,3)                 | 14,2 (57,6)                 | 15,8 (60,4)                 | 19,3 (66,7)                 | 22,9 (73,2)                 | 25,7 (78,3)                 | 26,1 (79)                   | 23,0 (73,4)                 | 19,5 (67,1)                 | 14,9 (58,8)                 | 12,3 (54,1)                 | 18,2 (64,8)                 |
| Минимум, °C (°F)                      | 8,8 (47,8)                  | 9,3 (48,7)                  | 10,9 (51,6)                 | 12,5 (54,5)                 | 16,1 (61)                   | 19,8 (67,6)                 | 22,7 (72,9)                 | 23,1 (73,6)                 | 20,0 (68)                   | 16,5 (61,7)                 | 11,9 (53,4)                 | 9,5 (49,1)                  | 15,1 (59,2)                 |
| Количина падавина, mm (in)            | 43,7 (1,72)                 | 31,4 (1,236)                | 33,0 (1,299)                | 47,7 (1,878)                | 47,4 (1,866)                | 32,5 (1,28)                 | 25,1 (0,988)                | 40,8 (1,606)                | 81,9 (3,224)                | 96,5 (3,799)                | 45,1 (1,776)                | 46,8 (1,843)                | 571,9 (22,515)              |
| Дани са падавинама (≥ 1 mm)           | 7,0                         | 5,0                         | 6,2                         | 7,9                         | 7,5                         | 5,5                         | 3,1                         | 5,8                         | 8,0                         | 9,0                         | 6,6                         | 7,0                         | 78,6                        |
| Релативна влажност, % — дневни просек | 69                          | 69                          | 69                          | 68                          | 68                          | 67                          | 66                          | 70                          | 74                          | 75                          | 71                          | 69                          | 70                          |
| Сунчани сати — месечни просек         | 149                         | 163                         | 200                         | 220                         | 244                         | 262                         | 310                         | 282                         | 219                         | 180                         | 146                         | 138                         | 2.524                       |
| Извор: i (сунчани сати)               |                             |                             |                             |                             |                             |                             |                             |                             |                             |                             |                             |                             |                             |

## Становништво
Према процени, у граду је 2008. живело 1.615.908 становника.
| 1981.     | 1989.     | 1991.     | 2001.     | 2002.     |
| --------- | --------- | --------- | --------- | --------- |
| 1.752.627 | 1.643.542 | 1.643.542 | 1.503.884 | 1.503.884 |

## Градске општине и историјске четврти
Град Барселона сачињавају десет општина. Свака општина је политички ентитет са властитим надлежностима, чиме се градска власт децентрализује и приближава грађанима. Територијална подела је везана за историјске трансформације града. Већина градских општина су настале од старих засебних општина и четврти са посебним идентитетом, које су током XIX и XX века припојене граду Барселони.
Градске општине Барселоне су:
- Сијутат Веља (кат. Ciutat Vella)
- Ешампле (кат. Eixample)
- Сантс-Монтђуик (кат. Sants-Montjuïc)
- Лес Кортс (кат. Les Corts)
- Сарија-Сан Ђервази (кат. Sarrià-Sant Gervasi)
- Грасија (кат. Gràcia)
- Орта-Гинардо (кат. Horta-Guinardó)
- Ноу Барис (кат. Nou Barris)
- Сант Андреу (кат. Sant Andreu)
- Сан Марти (кат. Sant Martí)

## Туризам
Делови Барселоне од туристичког значаја, као што су остаци римске културе, средњовековни град и четврти каталонског модернизма, могу се пешке обилазити. Карактеристична је урбанистичка подела на блокове и дугачке авеније које спајају крајеве самога града. Најдужа улица је авенија Дијагонала која пресеца град од северозапада па све до обале мора на југоистоку.

### Историјски центар града
Једно од најпрометнијих места Барселоне јесте шеталиште Лас Рамблас (Les Rambles на каталонском), које се налази између Трга Каталоније (Пласа Каталуња Plaça Catalunya), неуролошког центра града и старе луке. На њему се налазе новинарнице, продавнице цвећа и птица, људи прерушени у статуе, кафићи и ресторани. Палата Вирејна, позориште Лисеу и главна пијаца Бокерија од туристичког су интереса. Шеталиште завршава у старој луци тргом Врата мира (Портал де ла Пау Portal de la Pau), гдје се налази статуа Кристифора Колумба. Рука статуе са испруженим прстом показује супротно од америчког континента, усмјерена према италијанском граду Ђенови, Колумбовом родном граду.

### Архитектура
Барселона је позната као метропола модернизма. Град у којем је живео и радио архитекта Антони Гауди садржи и његова најрепрезентативнија дела, која годишње привлаче милионе туриста из целог свијета. Најпознатије дело архитекте и уједно најпосећенији архитектонски објекат у Шпанији је катедрала Саграда фамилија (Света породица), која је остала незавршена после његове смрти и још увек се гради. Предвиђа се да ће бити завршена око 2020. године. Друга позната дела архитекте су комплекс Парк Гвељ, где је архитекта и живео последњих двадесет година свога живота, кућа Мила (кат. Casa Milà), познатија под именом Педрера и кућа Батљо (кат. Casa Batlló). Осим дела архитекте Гаудија, ту су још и други производи каталонског модернизма као што је болница Сан Пау и Палата каталонске музике (кат. Palau de la música catalana), архитекте Љуиса Доменека и Мунтанера.
Осим модернизма, у Барселони се налазе дела из средњовековног периода, посебно она из готике, а која су присутна у старом граду. По њима је и цела Готска четврт (кат. Barri Gòtic) добила име. Њему припадају катедрала Санта Еулалија, базилика Санта Марија дел Мар (карактеристична по хармонији и чистоћи форме) и црква Санта Марија дел Пи која се налази на истоименом тргу.
Из савремене архитектуре издваја се павиљон (Pabellón alemán) немачког архитекте и дизајнера Лудвига Миса ван дер Роеа, конструисан 1929. године у сврху међународне изложбе, светског догађаја чији је домаћин те године била Барселона. Ту су још и Задужбина Ђоана Мироа и Павиљон Републике (1937) каталонског архитекте Ђузепа Љуиса Серта и Музеј савремене уметности Барселоне (скраћено, МАКБА) америчког архитекте Ричарда Мејера.

## Партнерски градови
- Бостон
- Каиро
- Исфахан
- Росарио
- Монпеље
- Варна
- Газа
- Даблин
- Монзон
- Сао Пауло
- Монтреал
- Келн
- Санкт Петербург
- Буенос Ајрес
- Атина
- Хавана
- Гдањск
- Алжир
- Перпињан
- Рио де Жанеиро
- Шангај
- Севиља
- Сарајево
- Антверпен
- Бусан
- Тирана
- Тел Авив
- Валпараисо
- Санто Доминго
- Барчелона Поцо ди Гото
- Медељин
- Кобе